# Удружење новинара Србије
Удружење новинара Србије основано је 21. децембра 1881. године у Београду, под именом Српско новинарско друштво. У то време су у главном граду Кнежевине Србије излазила 22 листа и часописа, а десетак људи је имало основно занимање новинар.

## Почеци
Идејни творац оснивања удружења био је Милан Ст. Марковић, уредник часописа „Порота“. На „оснивачком збору“ усвојена су Правила или „Штатут“, која је израдио Милан Ст. Марковић. Потписници Правила били су: Милан Ст. Марковић („Порота“), Стеван Д. Поповић („Просветни гласник“), др Владан Ђорђевић („Отаџбина“, „Народно здравље“), Стеван Ћурчић („Српске новине“, „Србадија“), др Лаза Костић („Српска независност“) и Манојло Ђорђевић Призренац („Народно ослобођење“). До успостављања Друштва послове су водили Милан Ст. Марковић и др Владан Ђорђевић. Први председник био је др Лаза Костић, уредник опозиционог либералног листа „Српска независност“. Друштво је редовно радило све до Тимочке буне и тајног одласка др Лазе Костића из Србије 1883. године.
Под председништвом Милана Ст. Марковића, 17. новембра 1891, у гостионици „Империјал“, одржан је збор београдских новинара на коме је одлучено да се обнови рад Српског новинарског друштва које ће даље носити назив Српско новинарско удружење (СНУ). На скупштини 15. децембра изабрана је управа Српског новинарског удружења: председник Пера Тодоровић, главни уредник „Малих новина“, потпредседник Стеван Ћурчић, књижничар Милосав Куртовић, благајник Марко Вулетић и секретар Јевта Угричић. 
У „Малим новинама“ 25. јануара 1897. објављен је списак свих 60 чланова Српског новинарског удружења.

## Угледни писци као новинари
„Вечерње новине“ јавиле су 20. фебруара 1903. да је Српско новинарско удружење примило 29 нових чланова, међу којима и књижевнике Бранислава Нушића, Јанка Веселиновића и Борисава Станковића. 
На конгресу одржаном 26. и 31. марта 1921. у Сарајеву, основано је Југословенско новинарско удружење. Дотадашња друштва постала су секције ЈНУ. За првог председника изабран је Душан Николајевић, за секретара Моша Пијаде, а за благајника Ратко Парежанин (као представници Српског новинарског удружења). 
У ноћи између 4. и 5. августа, 1928. године, у Загребу је убијен београдски новинар и ранији секретар Београдске секције, Влада Ристовић, у време демонстрација због атентата на Стјепана Радића. А на скупштини новинара 27. октобра исте године прочитан је акт Београдске општине да уступа бесплатно плац у Франкопанској улици (Генерала Жданова, а данас Ресавска) за изградњу новинарског дома. Градња дома је започела 1. октобра 1933. године.
Дом Удружења новинара Србије подигнут је 1934. године.
Удружење новинара Србије је 2023. године прогласило Џулијана Асанжа за почасног члана,

## Ратни услови
Стање чланства на дан 26. маја 1940. било је 186 редовних, 45 приправних чланова и 30 стажера. Од 274 члана Удружења, колико их је било на дан 6. априла 1941. године, само је 66 чланова наставило рад под окупацијом, углавном у гласилима које су контролисали Немци. Овај проценат колаборације је мањи ако се има у виду да су се у ове редове убацили и појединци којима је привид колаборације био потребан ради прикривања правих делатности.
Удружење новинара обновило је рад 29. априла 1945. године. Већина чланова Удружења новинара Србије (више од 80 одсто) није припадало Комунистичкој партији Југославије. За разлику од Удружења књижевника у којем је, после рата, постојао Актив писаца – комуниста, у Удружењу новинара Србије никада није постојао никакав идеолошки организован облик рада.

## Председници од 1882. до 1944.
- Лаза Костић (Ковиљ,1842 – Беч, 1910), познати српски песник и драмски писац, први председник Српског новинарског друштва (1882–1883).
- Пера Тодоровић (Водице, Смедеревска Паланка, 1852 – Београд, 1907), изабран за председника 1891. године.
- Лазар Комарчић (Комартица, Пљевља, 1833 – Београд, 1909), од 1895. до 1897. године.
- Јован Ђаја (Дубровник, 1846 – Београд, 1928), од 1897. до 1899. године.
- Стеван Ћурчић (Каћ, 1850 – Београд, 1932), иницијатор обнављања 1889, потпредседник управа бираних 1891. и 1899, а председник од 1900. до 1903, поново биран за председника 1909, а за почасног председника 1926. године;
- Павле Маринковић (Београд, 1866 – Врњачка Бања, 1925), изабран 1906,
- Бранислав Нушић (Смедерево, 1864 – Београд, 1938), познати драмски писац и навећи српски комедиограф, биран за председника два пута: 1908. и 1911. године,
- Владислав Рибникар (Трстеник, 1871 – Рожај планина код Лознице, 1914), оснивач и уредник Политике, десети је и последњи председник Српског новинарског удружења пре Првог светског рата. На дужности био само пола године, од 1. фебруара до погибије на фронту 1. септембра 1914. године.
- Милан П. Савчић (Београд, 1880–1921), први председник после Првог светског рата (1920),
- Душан Николајевић (Београд, 1885–1961), изабран почетком 1921. године, после смрти Милана Савчића;
- Петар Талетов био је кратко председник 1921. године, после избора Душана Николајевића за председника Југословенског новинарског удружења;
- Милан Комадинић, председник 1922. године,
- Јован Тановић (1883–1944), председник Београдске секције (1923–1924); За време Другог светског рата почасни председник Српског новинарског удружења; по ослобађању Београда осуђен од Војног суда због сарадње са окупатором и стрељан.
- Душан Мил. Шијачки први председник Београдске секције Југословенског новинарског удружења после њеног конституисања (1922).
- Коста Луковић председник Београдске секције Југословенског новинарског удружења 1924–1925. године,
- Стијепо Кобасица, председник Београдске секције Југословенског новинарског удружења 1925–1926,
- Драгиша Лапчевић (Ужице, 1864 – Београд, 1939), председник Београдске секције Југословенског новинарског удружења од 1926. до 1930.
- Павле Ранковић, председник Београдске секције Југословенског новинарског удружења од 1931. до 1933. године.
- Добросав Кузмић (1890–1962) председник Београдске секције Југословенског новинарског удружења 1929 -1938.
- Габро Пилић, председник Београдске секције изабран тајним гласањем 1938. године,
- Живко Милићевић (Кораћица, Младеновац, 3. II 1896 – Београд, 29. I 1975), председник од 26. V 1940. до 28. II 1941.
- Пјер Крижанић (Глина, 19. V 1890 – Београд, 31. I 1962), председник од 28. II. 1941. до 8. V 1941.
- Раденко Томић (Савковић, општина Љубовија, 21. II 1902 – Београд, 1971), председник од 26. VIII 1941. до 20. X 1944.

## Председници од 1945. године
- Михаило С. Петровић (Брза Паланка, 16. II 1901 – Београд, 21. VI 1949), председник од 29. IV 1945. до 21. VI 1949.
- Миодраг Жико Аврамовић (Београд, 20. I 1920 – Београд, 19. VII 1998), в. д. председника од 21. VI 1949, а председник од 10. III 1950. до 25. II 1951.
- Стојиљко Стојиљковић (Ниш, 1. IX 1901 – Београд, 12. IX 1983), председник од 25. II 1951. до 7. VI 1953.
- Најдан Пашић (Скопље, 28. VI 1922 – Београд, 10. III 1997), председник од 7. VI 1953. до 23. IX 1953.
- Љубомир Стојовић (Улцињ, 20. II 1909 – Београд, 26. XII 1969), председник од 23. IX 1953. до 17. V 1954.
- Владислав Миленковић (Ћуприја, 24. IX 1900 – Београд, 28. X 1991), председник од 17. V 1954. до 25. V 1956.
- Мирко Милојковић (Смедеревска Паланка, 28. X 1918 – Београд, 3. II 1986), председник од 25. V 1956. до 22. V 1960.
- Љубиша Манојловић (Крагујевац, 18. X 1913 – Београд, 27. I 1997), председник од 22. V 1960. до 13. V 1962.
- Драгољуб Миливојевић Уча (Дејановац, Књажевац, 30. VIII 1922 – Београд, 10. VI 1988), председник од 13. V 1962. до 15. XI 1964.
- Бранко Дадић (Зрењанин, 24. IV 1923 – Београд, 6. V 2002), председник од 15. XI 1964. до 22. IV 1967.
- Слободан Глумац (Приједор, 9. XII 1919 – Београд, 23. VII 1990), председник од 22. IV 1967. до 17. V 1969.
- Ђорђе Раденковић (Мостар, 18. IV 1922 – Доњи Столив, Котор, 12. XII 1993), председник од 17. V 1969. до 5. VI 1971.
- Јованка Бркић (Чапљина, 20. VI 1926 – Београд, 15. IV 2010), председник од 5. VI 1971. до 19. XII 1972.
- Светозар Света Тадић (Београд, 10. XII 1926 – Београд, 21. VI 2011), председник од 19. XII 1972. до 22. II 1974.
- Захарије Трнавчевић (Шабац, 2. I 1926 – Београд, 13. I 2016.), председник од 22. II 1974. до 14. III 1976.
- Драган Марковић (Ваљево, 5. XI 1927 – Београд, 12. III 1996), председник од 14. III 1976. до 16. XI 1978.
- Боривоје Мирковић (Београд, 2. I 1937 – Београд, 3. IX 1980), председник од 16. XI 1978. до 3. IX 1980.
- Љубомир Рајнвајн (Цетиње, 20. V 1923 – Цетиње, 12. XI 2005), в. д. председника од 3. IX 1980, председник од 21. II 1981. до 9. IV 1983.
- Станислав Сташа Маринковић (Сирча, Краљево, 27. X/XI 1934 – Београд, 26. XII 1989), председник од 9. IV 1983. до 21. V 1985.
- Богдан Дечермић (Загреб, 30. VI 1928 – Београд, 4. VII 2006), председник од 21. V 1985. до 23. X 1985.
- Љиљана Зоркић (Земун, 14. III 1946), председник од 23. X 1985. до 9. V 1987.
- Југ Гризељ (Врлика, Сплит, 2. VIII 1926 – Београд 5. I 1991), председник од 9. V 1987. до 24. X 1988.
- Борислав Илић (Прислоница, Чачак, 8. VIII 1939 – Београд, 21. VIII 1997), председник од 24. X 1988. до 27. VI 1989.
- Слободан Лазаревић (Београд, 12. I 1945), председник од 27. VI 1989. до 27. V 1992.
- Коста Крајинчанић (Врњачка Бања, 20. VII 1937), председник од 13. VI 1992. до 13. VI 1996.
- Милорад Комраков (Вршац, 7. VI 1955), председник од 13. VI 1996. до 28. X 2000. Одлуком Суда части искључен из Удружења новинара Србије (8. фебруара 2001).
- Душан Радовановић (Крагујевац, 4. VII 1936), председник од 28. X 2000. до 25. II 2001.
- Нино Брајовић (Београд, 21. VI 1958), председник у два мандата, од 25. фебруара 2001. године до 10. маја 2009.
- Љиљана Смајловић (Сарајево, 22. јануар 1956), председник у два мандата, од 10. маја 2009. до 6. маја 2017.
- Владимир Радомировић (Београд, 25. септембар 1973), председник од 6. маја 2017. до 30. маја 2021.
- Живојин Ракочевић (Подгорица, 1. април 1973), председник од 30. маја 2021.

Поштанска марка у част 140 година Удружења новинара Србије објављена је децембра 2021.